# Bahnstrecke Dalane–Suldal
| Streckenlänge: | 1,1 km               |                                 |                                 |
| Spurweite: | 1435 mm (Normalspur) |                                 |                                 |
| Stromsystem: | 15 kV, 16,7 Hz ~     |                                 |                                 |
| |                      |                                 |                                 |
| \| \| \| Sørlandsbanen von Grovane \| \| \| \| 362,10 \| Dalane (1939) \| 26 moh. \| \| \| \| Sørlandsbanen nach Kristiansand \| \| \| \| \| zur Bahnbetriebswerk \| \| \| \| \| Industriegleis \| \| \| \| \| Riksvei 9 / Setesdalsveien \| \| \| \| \| Suldalsnuten \| (ca. 150 m) \| \| \| \| Sørlandsbanen von Kristiansand \| \| \| \| 363,20 \| Suldal (1958) \| 32 moh. \| \| \| \| Sørlandsbanen nach Sira \| \| |                      |                                 |                                 |
| Strecke |                      | Sørlandsbanen von Grovane       | Sørlandsbanen von Grovane       |
| Dienststation / Betriebs- oder Güterbahnhof | 362,10               | Dalane (1939)                   | 26 moh.                         |
| Abzweig geradeaus und nach links |                      | Sørlandsbanen nach Kristiansand | Sørlandsbanen nach Kristiansand |
| Abzweig geradeaus und nach links |                      | zur Bahnbetriebswerk            | zur Bahnbetriebswerk            |
| Abzweig geradeaus und nach rechts |                      | Industriegleis                  | Industriegleis                  |
| Brücke |                      | Riksvei 9 / Setesdalsveien      | Riksvei 9 / Setesdalsveien      |
| Tunnel |                      | Suldalsnuten                    | (ca. 150 m)                     |
| Abzweig geradeaus und von links |                      | Sørlandsbanen von Kristiansand  | Sørlandsbanen von Kristiansand  |
| Dienststation / Betriebs- oder Güterbahnhof | 363,20               | Suldal (1958)                   | 32 moh.                         |
| Strecke |                      | Sørlandsbanen nach Sira         | Sørlandsbanen nach Sira         |

Die Bahnstrecke Dalane–Suldal, norwegisch Dalane-Suldallinjen, ist eine 1,1 Kilometer lange Eisenbahnstrecke im Fylke Agder in Norwegen. Sie dient als Umgehungsbahn des Kopfbahnhofes Kristiansand.

## Geschichte
Kristiansand besitzt einen Kopfbahnhof an der Sørlandsbane. Die Strecke wurde gebaut, um Zügen die Umgehung dieses Bahnhofes ohne Lokwechsel zu ermöglichen. Die eingleisige Strecke wurde vorübergehend bereits 1943 für den Verkehr zwischen Kristiansand und Audnedal eröffnet. Zuerst fuhren ab dem 15. Mai 1943 nur Urlauberzüge für die deutsche Wehrmacht, weitere Personenzüge mit Gepäckbeförderung gab es ab November 1943. Der vorläufige Zugverkehr nach Sira wurde am 17. Dezember 1943 aufgenommen, der Normalbetrieb auf der Strecke erfolgte ab dem 1. März 1944.
Heute dient die Umgehungsbahn dem Güterverkehr.